# Kudos (гранола батончик)
Kudos був зерновим батончиком з молочним шоколадом і гранолою, виробленим компанією Mars, Incorporated.
На початку запуску в 1986 році існувало три різновиди: горіхова помадка, шоколадна стружка та арахісове масло. Інші майбутні смаки включатимуть шматочки цукерок Mars, зокрема Snickers, M&Ms і шоколад Dove. Оригінальна рецептура батончика була набагато схожою на цукерку з меншою концентрацією на гранолі, хоча початковим наміром було запропонувати більш здорову альтернативу цукерці.
Оригінальний слоган був «Кудос, я твій!»
Компанія Mars, Incorporated, опублікувала у Facebook 2017 року заяву, що випуск батончиків офіційно припинено. Станом на 2020 рік відродження продукту не планувалося.